# Wappen des Bezirks Reinickendorf
Das Wappen des Bezirks Reinickendorf wurde für den Berliner Bezirk Reinickendorf neu geschaffen und am 28. November 1955 vom Senat von Berlin verliehen.

## Blasonierung
„In schwarzem Schild ein goldener Schrägbalken, belegt mit einem laufenden roten Fuchs und begleitet von sechs (3:3) goldenen Ähren. Auf dem Schild ruht eine rote dreitürmige Mauerkrone, deren mittlerer Turm mit einem kleinen Berliner Wappenschild belegt ist.“

## Geschichte und Bedeutung

### Reinickendorf
Das Wappen der Landgemeinde Reinickendorf wurde nach dem Siegel der Gemeinde gestaltet. Das Wappen zeigt in silbernem Schild auf grünem Boden rechts eine natürliche Eiche, links ein goldenes Getreidefeld und vor beiden einen sitzenden roten Fuchs. Die Eiche hat grünes Laub und einen goldenen Stamm. An den Ästen lehnen von rechts aufgerichtet eine Sense und ein Rechen. Das Holzwerk ist Golden und das Eisen blau. Auch wenn der Name Reinickendorfs auf seinen Gründer, den niedersächsischen Bauer Reinhardt, zurückgeht, so versteht sich das Wappen mit dem Motiv des „Reinecke Fuchs“ als redendes Wappen. Die Sense, der Rechen und das Getreidefeld weisen auf den Haupterwerbszweig der Bevölkerung hin, die Landwirtschaft. Die Eiche steht für den Waldreichtum. Durch die zunehmende Industrialisierung im 19. Jahrhundert, die Eingemeindung nach Berlin und den immer weiteren städtischen Ausbau ist von der Landwirtschaft und den Wäldern nichts mehr geblieben.

### Bezirkswappen
Der 1920 gebildete und in Groß-Berlin eingemeindete Bezirk Reinickendorf besaß zuerst nur ein wappenförmiges Emblem. Das Emblem hatte man aus dem zum Wappen umgestalteten Siegelbild der früheren Landgemeinde Reinickendorf entwickelt und formlos in Gebrauch genommen.
Am 28. November 1955 bekam der Bezirk ein eigenes Wappen verliehen. Da eine Übernahme des Emblems als Wappen auf Grund der heraldisch nicht üblichen naturalistischen Gestaltung nicht möglich war, wurde im Auftrage des Senates von Berlin von Rudolf Pfefferkorn ein neues Wappen entworfen. Das Wappen zeigt in schwarzem Schild einen goldenen schrägrechten Balken, der mit einem roten laufenden Fuchs belegt ist. Jeweils links und rechts des Balken befinden sich drei goldene Ähren. Auf dem Schild ruht die alle Bezirke mit Berlin verbindenden Mauerkrone. Das Motiv des „Reinecke Fuchs“ als redendes Wappen, wurde aus dem Wappen Reinickendorfs übernommen. Die goldenen Ähren symbolisieren zum einen die landwirtschaftliche Prägung der ehemaligen selbstständigen Gemeinden des Bezirkes. Zum anderen symbolisieren sie in ihrer Anzahl die sechs eingemeindeten Gemeinden: Heiligensee, Hermsdorf, Lübars, Reinickendorf, Tegel, Wittenau. Die Tingierung des Wappens in den Farben Schwarz-Rot-Gold wurde bewusst gewählt und ist sonst in keinen der anderen Berliner Bezirkswappen vertreten. Da für den Fuchs nur die Farbe Rot in Frage kam, ergab sich die Tingierung der anderen Elemente nach den heraldischen Regeln von selbst.
Nach den Bezirksfusionen am 1. Januar 2001 in Berlin wurde das Wappen Reinickendorfs, wie auch die Wappen aller anderen Bezirke, mit einer neuen Mauerkrone versehen.

## Wappen der Ortsteile
Nicht nur Reinickendorf besaß ein eigenes Wappen. Auch die anderen Ortsteile besaßen vor ihrer Eingemeindung in Groß-Berlin eigene Wappen. Die Wappen der Ortsteile haben mit der Eingemeindung in Groß-Berlin ihre Gültigkeit verloren und verschwanden aus dem amtlichen Gebrauch.

### Frohnau
Als eigenständige Gemeinde hat Frohnau nie ein Wappen besessen. Auch als Ortsteil von Berlin verwendete Frohnau vorerst kein Wappen. Nachdem bereits alle Ortsteile vom Bezirk Reinickendorf ein Wappen hatten, veranstaltete der Kulturkreis Frohnau e. V. 1987 einen Wettbewerb für den schönsten Entwurf eines Wappens. Es beteiligten sich sehr viele Bürger an diesen Wettbewerb, so dass die Entscheidung nicht leichtfiel. Nach langen Überlegungen wählte man den Entwurf von Frau Barbara Walkowiak. Dieser Entwurf wurde mit Hilfe von Herrn Peter Bauer in das heutige verwendete Design umgesetzt, welches aber nicht ganz den heraldischen Regeln entspricht. Das Original befindet sich im Rathaus Reinickendorf.
Das Wappen zeigt rechts oben eine gelbe (goldene) Blüte in grünen Feld. Sie steht symbolisch für die Gartenstadt Frohnau. Im unteren blauen Feld ist silbern der Casinoturm zu sehen, das 1909–10 erbaute 30 m hohe Wahrzeichen des Ortsteiles. Flankiert wird der Turm von grünen Bäumen und Sträuchern, die ineinander übergehen. Sie symbolisieren den Waldreichtum des Ortsteiles. In den grünen Flächen steht am unteren Rand rechts „BERLIN-“ und links „FROHNAU“ für den Namen des Ortsteils. In dem linken oberen Feld befindet sich ein roter Fuchs in gelben (goldenen) Feld zu sehen. Er symbolisiert die Zugehörigkeit zum Bezirk Reinickendorf.

### Heiligensee
Die Gemeinde Heiligensee führt seit dem 19. Jahrhundert ein Siegel mit der Legende „GEMEINDE VORSTEHER HEILIGENSEE – KREIS NIEDERBARNIM“. Im Bild zeigte es Symbole der Landwirtschaft und des Fischfangs. Das nach dem Siegel gestaltete Wappen zeigt in silbernem Schild auf grünem Boden eine goldene Garbe. Die Garbe ist schräg rechts durchsteckt mit Sense und Rechen. Das Holzwerk ist golden und das Eisen blau. Links im Schild steht eine grüne Linde mit goldenen Stamm. Der untere Teil des Stammes wird vom Stiel eines schräg rechts gestellten Fischnetzes überdeckt, während der Beutel des Fischnetzes über der Garbe schwebt. Der Stiel ist golden und das Eisen blau. Die landwirtschaftlichen Motive symbolisieren den Haupterwerbszweig der damaligen Bevölkerung der dörflichen Gemeinde. Das Fischnetz symbolisiert den zweiten Erwerbszweig, die Fischerei, des auf einer Halbinsel zwischen Nieder Neuendorfer See (Havel) und Heiligensee gelegenen Dorfes. Die Linde steht für den damaligen Waldreichtum.

### Hermsdorf
Auch das Siegel der Gemeinde Hermsdorf enthielt Umschrift „GEMEINDE VORSTEHER HERMSDORF – KREIS NIEDERBARNIM“. Als Bild, welches ebenfalls in das Wappen übernommen wurde, bediente man sich der Dorfkirche. Das Wappen zeigt in blauem Schild auf rotem Boden eine silberne Kirche mit links stehenden Turm. Der Kirchturm ist befenstert, hat ein goldenes Tor und ein rotes Spitzdach, auf dessen Spitze mit einer nach links wehende goldene Flagge besetzt ist. Das Kirchengebäude ist auch befenstert und hat ein rotes Giebeldach, welches Fenstergauben hat und dessen First rechts mit ein Kreuz besetzt ist.

### Lübars
Das Siegel und Wappen der Gemeinde Lübars zeigt Symbole der Landwirtschaft. In blauem Schild stehen auf grünen Boden nebeneinander drei goldene Garben. Die mittlere Garbe ist besteckt mit einem aufrecht stehenden Rechen, einer schräg links stehenden Sense und einem schräg rechts stehenden Dreschflegel. Die drei Gerätschaften sind Silber tingiert. Auch dieses Wappen weist auf eine landwirtschaftlich geprägte Tätigkeit der damaligen Gemeindebewohner hin.

### Tegel
Das Wappen der Gemeinde Tegel ist für eine Gemeinde im Landesinneren etwas ungewöhnlich. Es zeigt in blauem Schild auf grünen Wellen ein von recht nach links fahrendes, goldenes Dampfschiff mit roter Flagge und roten Wimpeln. Aus dem schwarzen Schornstein des Schiffs steigt silberner Rauch auf. Die Wellen symbolisieren den Tegeler See, an dessen Ufer Tegel liegt. Tegels Bedeutung als Hafen für die Fahrgastschifffahrt wird durch das Schiff zum Ausdruck gebracht.

### Wittenau
Das Siegel und auch das spätere Wappen der Gemeinde Wittenau entstanden erst nach der Umbenennung der Gemeinde am 28. August 1905. Vorher hieß die Gemeinde Dalldorf. Die Inschrift des Siegels lautet: „GEMEINDE WITTENAU KREIS NIEDERBARNIM“. Das Wappen Wittenaus zeigt in silbernem Schild auf grünem Boden eine grüne Tanne mit grünem Stamm. Rechts lehnen gestürzt eine Sense und eine hölzerne Heugabel. Das Holzwerk ist golden und das Eisen blau. Links liegt am Boden eine goldene Garbe, die mit einem roten Band zusammengehalten wird. Auch hier wird wieder, wie schon bei den anderen Wappen, mit den landwirtschaftlichen Symbolen auf den Haupterwerbszweig der Bevölkerung Bezug genommen. Die Tanne steht für den ehemaligen Waldreichtum der Gemeinde.

### Märkisches Viertel
Das Wappen des Märkischen Viertels wurde durch einen offenen Wettbewerb gefunden, der von zwei neuen Investoren gesponsert wurde, nachdem die Großwohnsiedlung 1999 als eigener amtlichen Ortsteil des Bezirks gewidmet wurde. Die vierköpfige Jury, vom Bezirk Reinickendorf bestellt, entschied sich im Februar 2000 für den Entwurf des damals 18-jährigen Marko Postranecky. Auf dem Bild picknicken Menschen auf einer Wiese, die von einem See, Bäumen und Hochhäusern umgeben ist. Das Wappen zeigt in Blau sechs silber-grau geteilte Betonblöcke, in zwei Reihen hintereinander je schrägrechts in der Höhe gestaffelt, deren Fuß mit je einer braunen Tanne belegt ist. Die Tannen gründen in den grünen Schildfuß, belegt mit einer weit ausladenden Linde, unter dessen einen Seite zwei sitzende Personen picknicken, darunter sichelförmig ein blauer Schildrand. Der Ortsteil führt das Wappen seit 2002.

### Konradshöhe
Für den Ortsteil Konradshöhe/Tegelort wurde im Jahr 2001 vom Heraldiker Harry Pohle ein Wappen geschaffen, das der Ortsteil seit 2002 führt. Es zeigt in silbernem Schild drei blaue Tannen über vier blauen Wellenbändern, das unterste Wellenband im Schildfuß halb angeschnitten.

### Waidmannslust
Waidmannslust führt ein Wappen, in grünem Schild die Jagdtrophäe eines Hirsches mit goldenem Geweih und goldenem Schädel, zwischen den Geweihknochen schwebend ein silberner Zahnkranz.